# Hostašovice

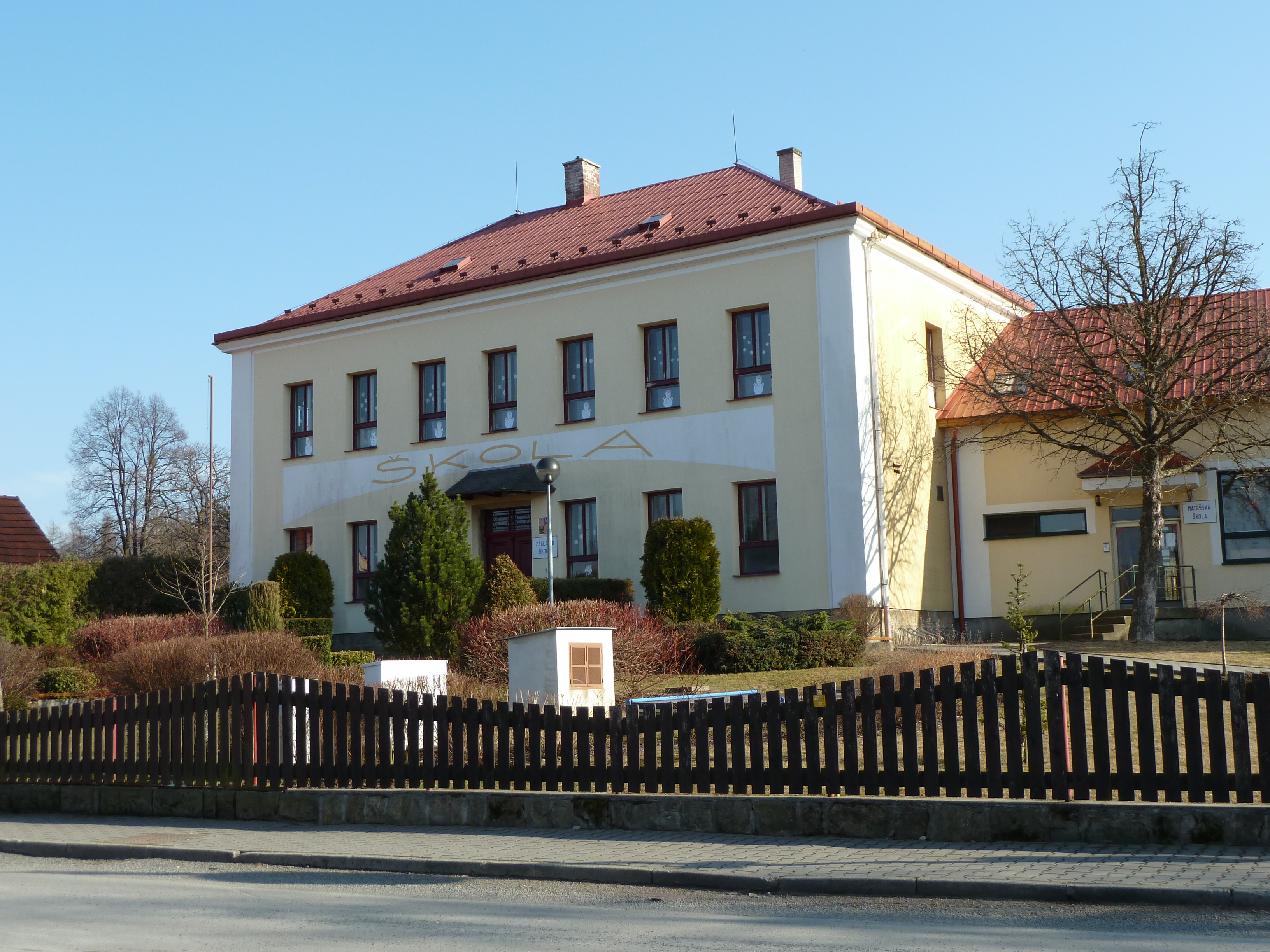
Schule

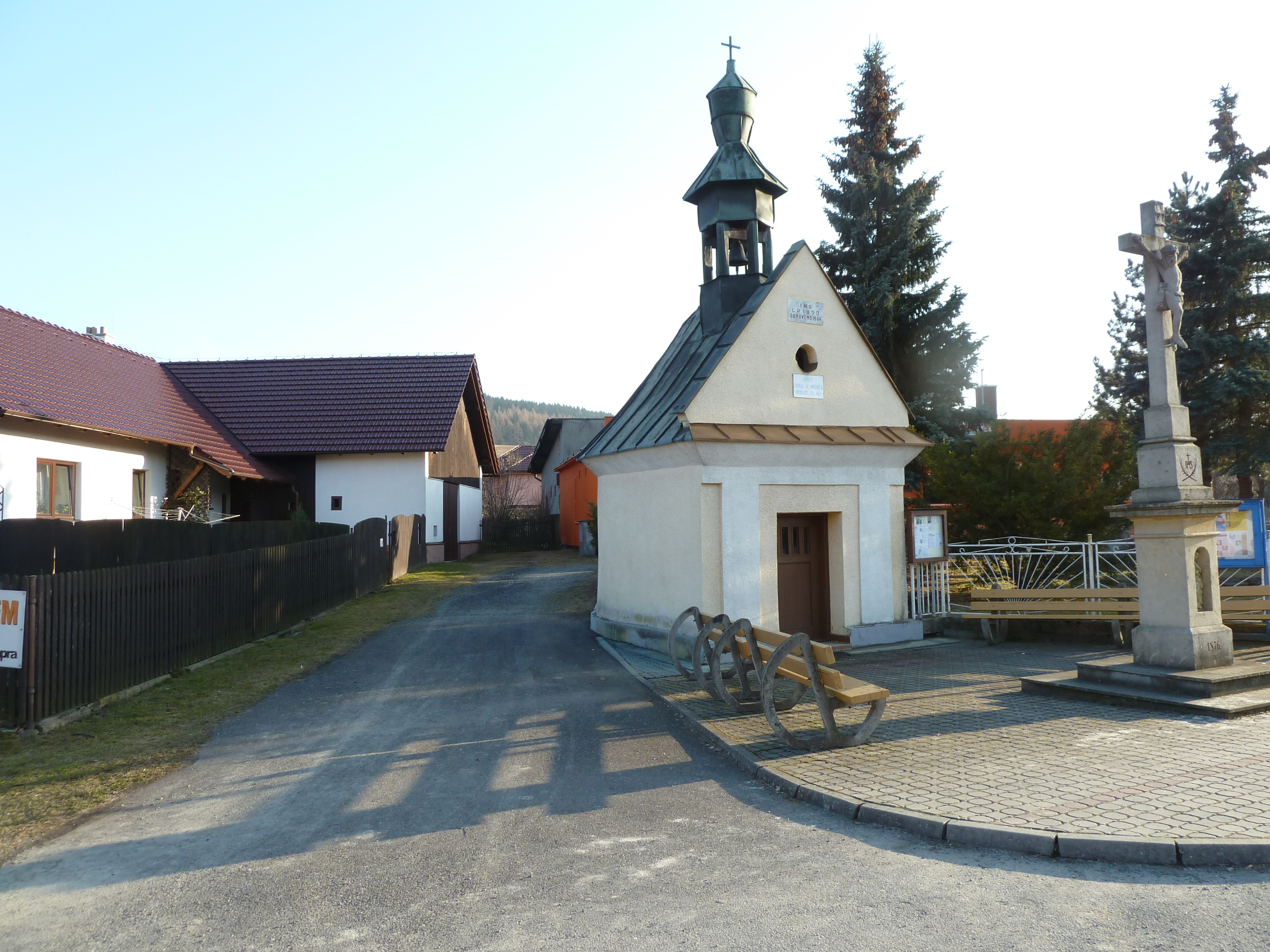
Kapelle und Kreuz

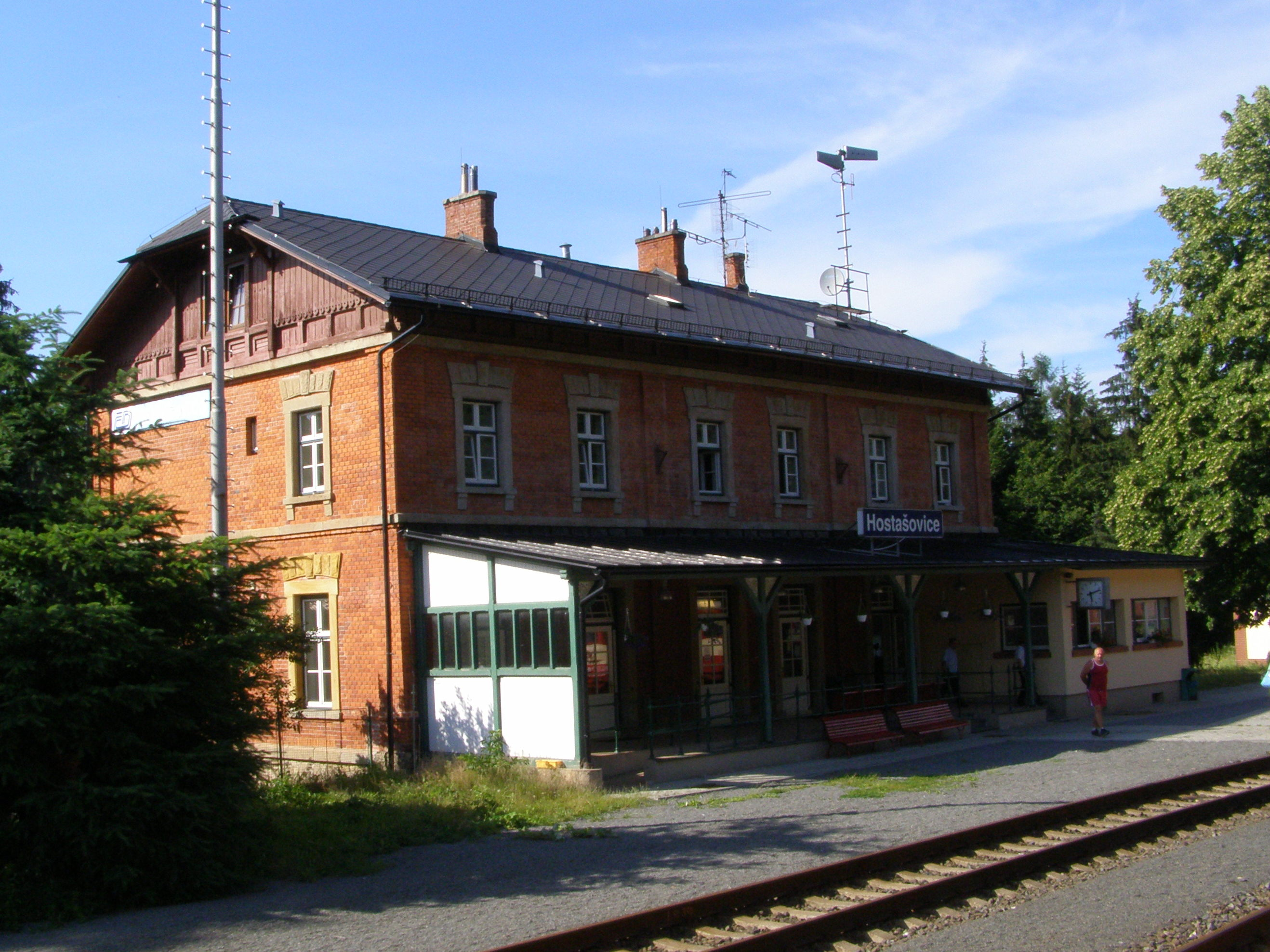
Bahnhof

Hostašovice (deutsch Hostaschowitz) ist eine Gemeinde in Tschechien. Sie liegt sieben Kilometer südlich von Nový Jičín und gehört zum Okres Nový Jičín.

## Geographie
Hostašovice erstreckt sich in einem von den Quellbächen des Hrázkový potok gebildeten Kessel auf dem Gebiet des Naturparks Podbeskydí in der Podbeskydská pahorkatina (Vorbeskidenhügelland). Nördlich erheben sich der Za Kopečkem (381 m n.m.) und der Zadní kopec (417 m n.m.), im Nordosten der Včelín (432 m n.m.), östlich der Horní kout (398 m n.m.), im Südosten der Beňkov (450 m n.m.) und die Bzovka (448 m n.m.), südlich der Na Kamenném (502 m n.m.), im Westen die Buňavka (419 m n.m.) sowie nordwestlich die Petřkovická hora (608 m n.m.) und der Dlouhý kopec (585 m n.m.). Östlich des Dorfes verläuft die Staatsstraße I/57 zwischen Valašské Meziříčí und Nový Jičín durch das Zrzávkatal. Im Südosten führt die Bahnstrecke Kojetín–Český Těšín an Hostašovice vorbei; der gleichnamige Bahnhof befindet sich bei Domorac im Wald. Hostašovice liegt an der Europäischen Hauptwasserscheide; der Hrázkový potok fließt über den Stranický potok, die Zrzávka und die Jičínka  zur Oder, der am südwestlichen Ortsrand entspringende Jasenický potok entwässert über die Bečva ins Flussgebiet der Donau.
Nachbarorte sind Straník im Norden, Hodslavice im Nordosten, Mořkov im Osten, Pod Vlčím, Zašová und Pod Žernovým im Südosten, Domorac, Lipůvka, Obora, Kulíšek, Jehličná, Krhová  und Bynina im Süden, Čupka, Mštěnovice und Jasenice im Südwesten, Perná, U Mlýna und Bučí im Westen sowie Petřkovice, Janovice und Jičina im Nordwesten.

## Geschichte
Der Überlieferung nach soll Hostašovice im Jahre 1249 vom Vogelfänger Hostaš, der auf der zur Burg Tycin gehörigen Feste Hradisko seinen Dienst versah, gegründet worden sein. Die erste urkundliche Erwähnung von Hostawcewice erfolgte 1497, als Peter von St. Jörgen und Pößing die Herrschaft Titschein mit allem Zubehör an Johann von Kunowitz verkaufte. Nachfolgende Besitzer der Herrschaft waren ab 1500 die Herren von Zierotin, nach der Schlacht am Weißen Berg die Freiherren Hofmann von Grünbüchel, ab 1706 die Freiherren Zeno zum Danhaus und ab 1772 die Reichsgrafen von Seilern und Aspang. Im Jahre 1749 wurde das Walddorf zur Gemeinde erhoben und erhielt ein Ortssiegel, das einen gekreuzten Rechen und Dreschflegel zeigte. Seit dem Ende des 18. Jahrhunderts erfolgt der Anbau von Buchweizen und dessen Verarbeitung zu Kascha. 
Im Jahre 1835 bestand das im Prerauer Kreis an der Handelsstraße von Neu-Titschein nach Meseřitsch gelegene Dorf Hostaschowitz aus 67 Häusern, in denen 414 Personen lebten. Im Ort gab eine Schule. Zu Hostaschowitz konskribiert war die Einschicht Domoratz – ein herrschaftliches Forsthaus und ein Wirtshaus – im gleichnamigen Wald. Pfarrort war Seitendorf. Bis zur Mitte des 19. Jahrhunderts blieb Hostaschowitz der Herrschaft Alt Titschein untertänig.
Nach der Aufhebung der Patrimonialherrschaften bildete Hostašovice ab 1849 eine Gemeinde im Gerichtsbezirk Neutitschein. Ab 1869 gehörte Hostašovice zum Bezirk Neutitschein. Zu dieser Zeit hatte das Dorf 466 Einwohner und bestand aus 75 Häusern. Im Jahre 1888 nahm die Mährisch-Schlesische Städtebahn den Verkehr auf; im Domoratzer Wald entstand ein Bahnhof, der nach der Nachbargemeinde Hotzendorf benannt wurde. Im Jahr darauf wurde die Lokalbahnstrecke Hotzendorf-Neutitschein eröffnet. Im Jahre 1900 lebten in Hostašovice 559 Personen, 1910 waren es 569. 1905 erwarb Friedrich Deym von Střítež die Grundherrschaft Starý Jičín. Im Jahre 1930 bestand Hostašovice aus 128 Häusern und hatte 750 Einwohner. Nach dem Münchner Abkommen wurde das rein mährischsprachige Dorf 1938 zunächst dem Deutschen Reich zugeschlagen. Im Zuge weiterer Grenzregulierungen wurde die Gemeinde am 24. November 1938 wieder aus dem Landkreis Neu Titschein ausgegliedert und an die Tschechoslowakei zurückgegeben. Bis 1945 war Hostašovice dem neu gebildeten Bezirk Wallachisch Meseritsch zugeordnet und kam nach Kriegsende wieder zum Okres Nový Jičín zurück. Mit Beginn des Jahres 1979 wurde Hostašovice nach Nový Jičín eingemeindet. 1981 wurde beim Ausheben einer Kalkgrube ein Münzschatz aus dem späten 17. Jahrhundert gefunden; in zwei Keramikgefäßen befanden sich 336 Silbermünzen. Seit dem 24. November 1990 besteht die Gemeinde Hostašovice wieder. Beim Zensus von 2001 lebten in den 208 Häusern von Hostašovice 688 Personen. Die Bahnstrecke Hostašovice–Nový Jičín horní nádraží wurde 2009 stillgelegt und danach abgebaut; 2014 wurde auf ihrer Trasse ein Radfahrweg eröffnet. Ende 2012 hatte das Dorf 766 Einwohner und bestand aus 266 Häusern.

## Gemeindegliederung
Für die Gemeinde Hostašovice sind keine Ortsteile ausgewiesen. Zu Hostašovice gehört die Einschicht Domorac (Domoratz).

## Sehenswürdigkeiten
- Kapelle der hl. Kyrill und Method, geweiht 1850
- Steinkreuz neben der Kapelle, geschaffen 1876
- Historische Buchweizenmühle
- Quelle Jaštěrka im südöstlichen Teil der Gemarkung. Ihr Wasser fließt nach wenigen Metern als  Bifurkation beiderseits der Hauptwasserscheide sowohl in den Srní potok als auch zur Zrzávka
- Naturdenkmal Domoratzer Wiesen (Domorazské louky)
- Naturdenkmal Quellen der Zrzávka (Prameny Zrzávky)